# Чуле
Монастырь Чуле (груз. ჭულევის მონასტერი) — мужской монастырь Ахалцихской и Тао-Кларджетской епархии Грузинской православной церкви, расположенный в юго-западном крае Самцхе-Джавахети в Грузии. Храм монастыря датируется XIV веком и внесён в реестр недвижимых культурных памятников национального значения Грузии.

## История
Чулевский монастырь расположен на левом берегу реки Кваблиани, недалеко от города Адигени в исторической области Самцхе. Монастырь на этом месте появился уже в XI веке, однако нынешняя постройка датирована в второй половиной XIV века. Монастырь являлся крупным религиозным и культурным центром юга Грузии. Надпись на средневековом грузинском раскрывает имя художника Арсена, который расписал храм фресками в 1381 году. На фресках изображены, в частности, портреты местного княжеского дома Джакели, покровителей монастыря.
После османского завоевания области монастырь Чуле пришёл в упадок и был полностью заброшен к 1595 году. Местные жители, в то время являвшиеся ещё христианами, спасли колокола и некоторые другие церковные предметы, закопав их в прилегающем лесу. Колокола были случайно обнаружены в 1980-х годах и переданы в дар Ахалцихскому краеведческому музею, а затем переданы монастырю, после того как он был возвращён в Грузинской православной церкви в октябре 1999 года.
К началу XX века монастырь оставался заброшенным.
Группа российских архитекторов безуспешно пыталась отреставрировать церковь в 1935—1936 годах, в процессе были потеряны некоторые архитектурные детали. Другая попытка реставрации была предпринята в 1970—1980-х годах, но не была доведена до конца. Только в 2003 году были начаты систематические реставрационные работы, в целом завершённые к настоящему времени

## Архитектура
Монастырь Чуле имеет ряд общих черт с современными и расположенными поблизости церквями Зарзма и Сапара: типично вытянутое в плане здание, прямоугольная форма без выступов, купол, опирающийся на стены алтаря, и две крестообразные колонны. В восточной стене храма две ниши, отделяющие главный алтарь от боковых. С юго-запада от храма ранее располагалась колокольня.

Интерьер
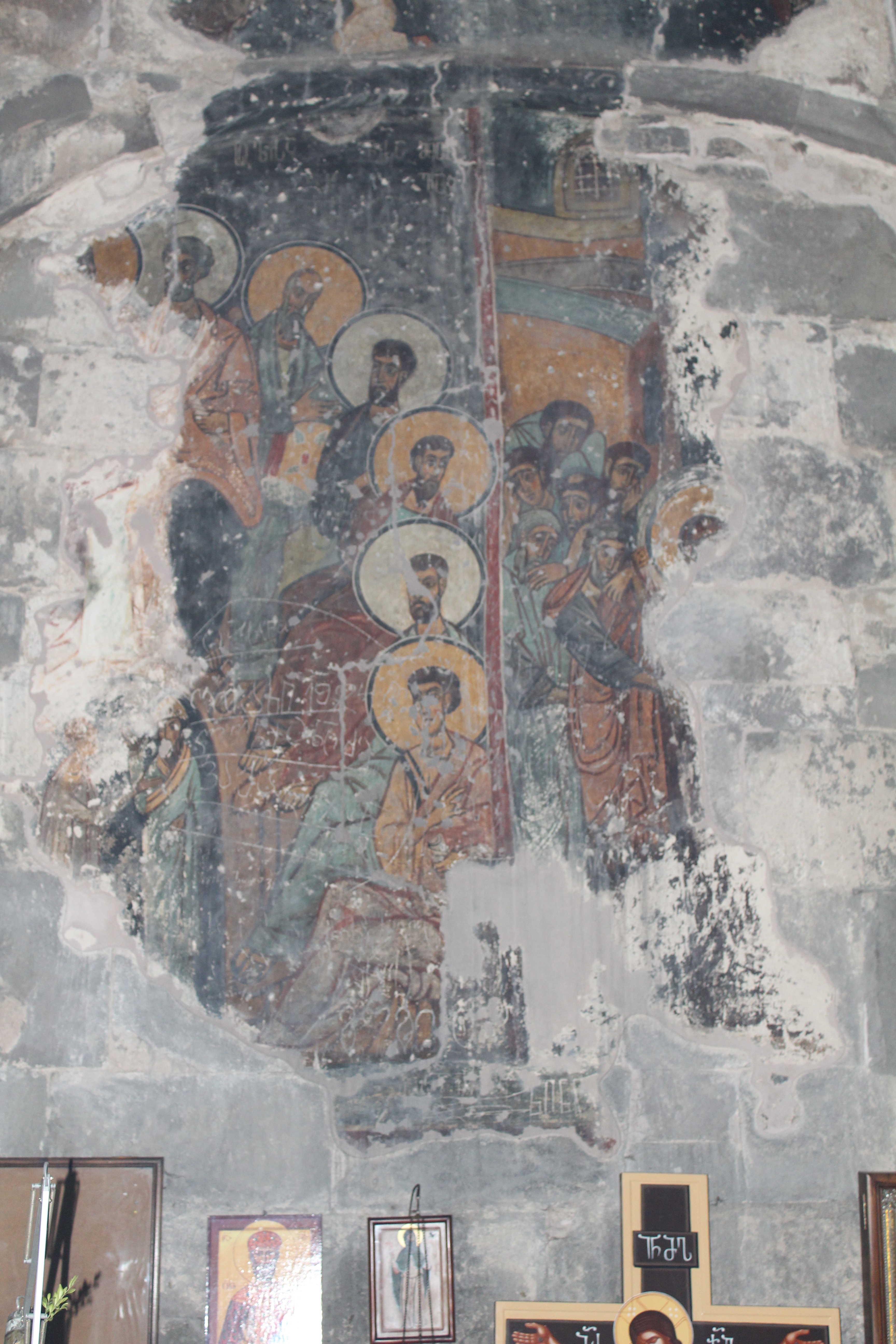
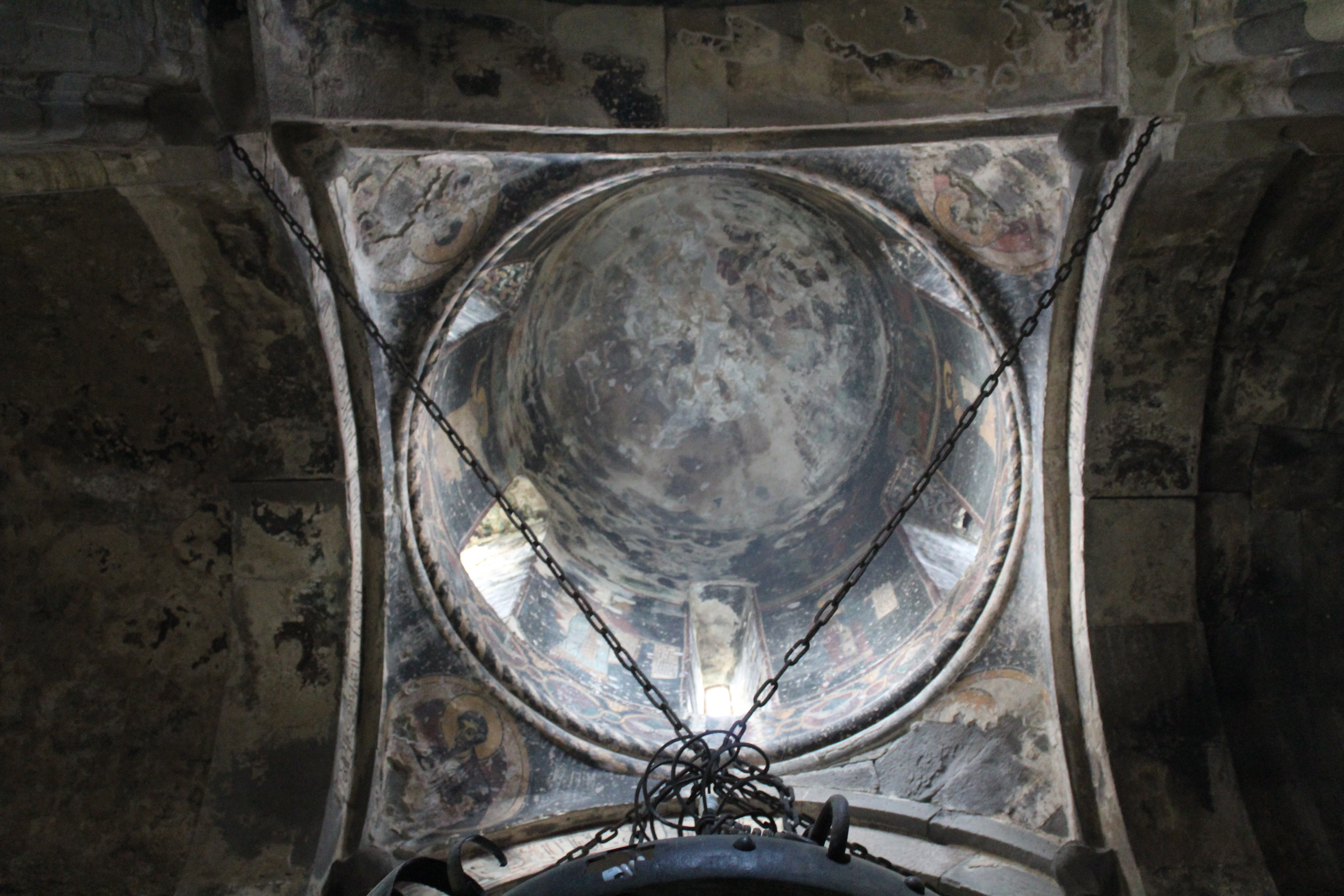
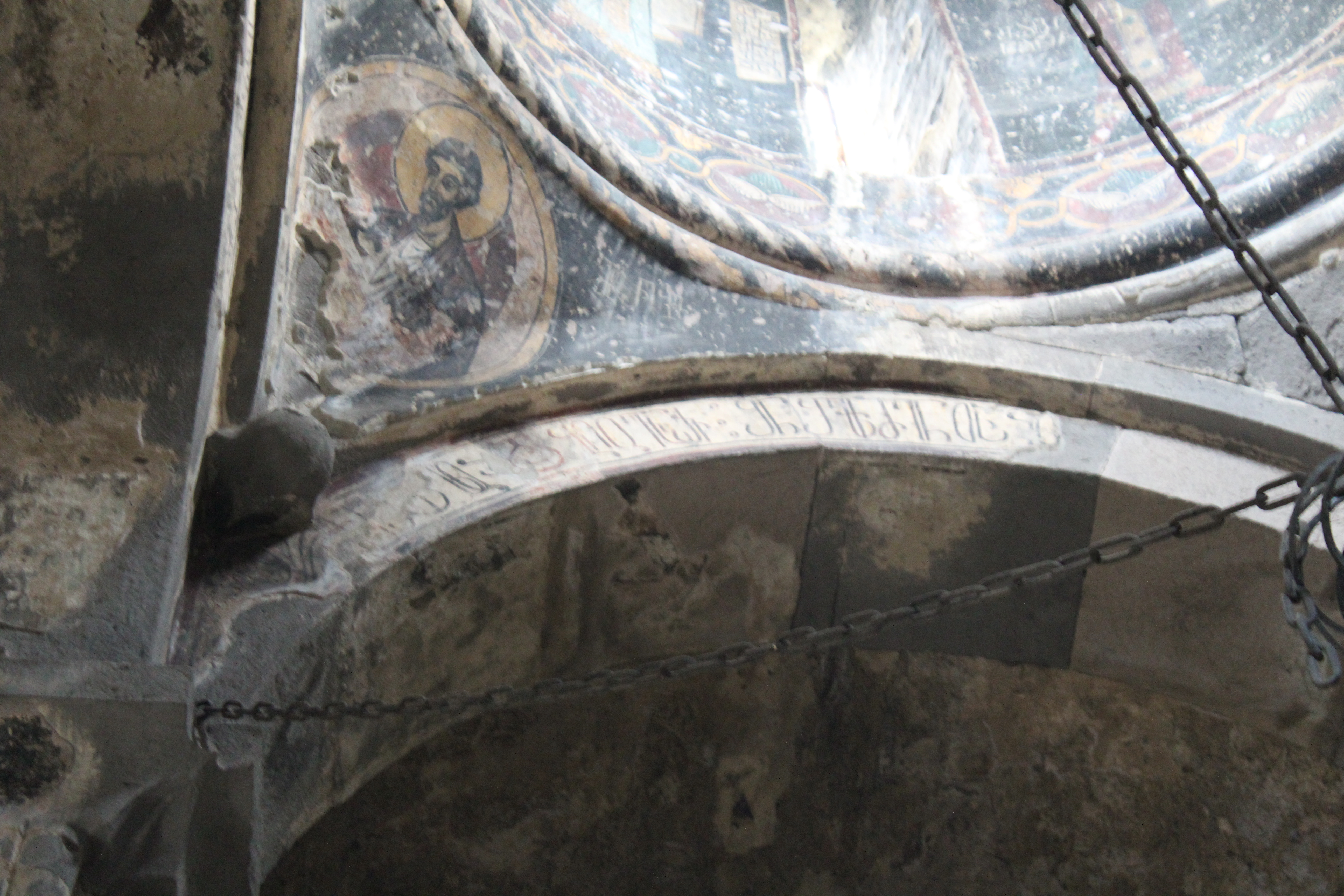
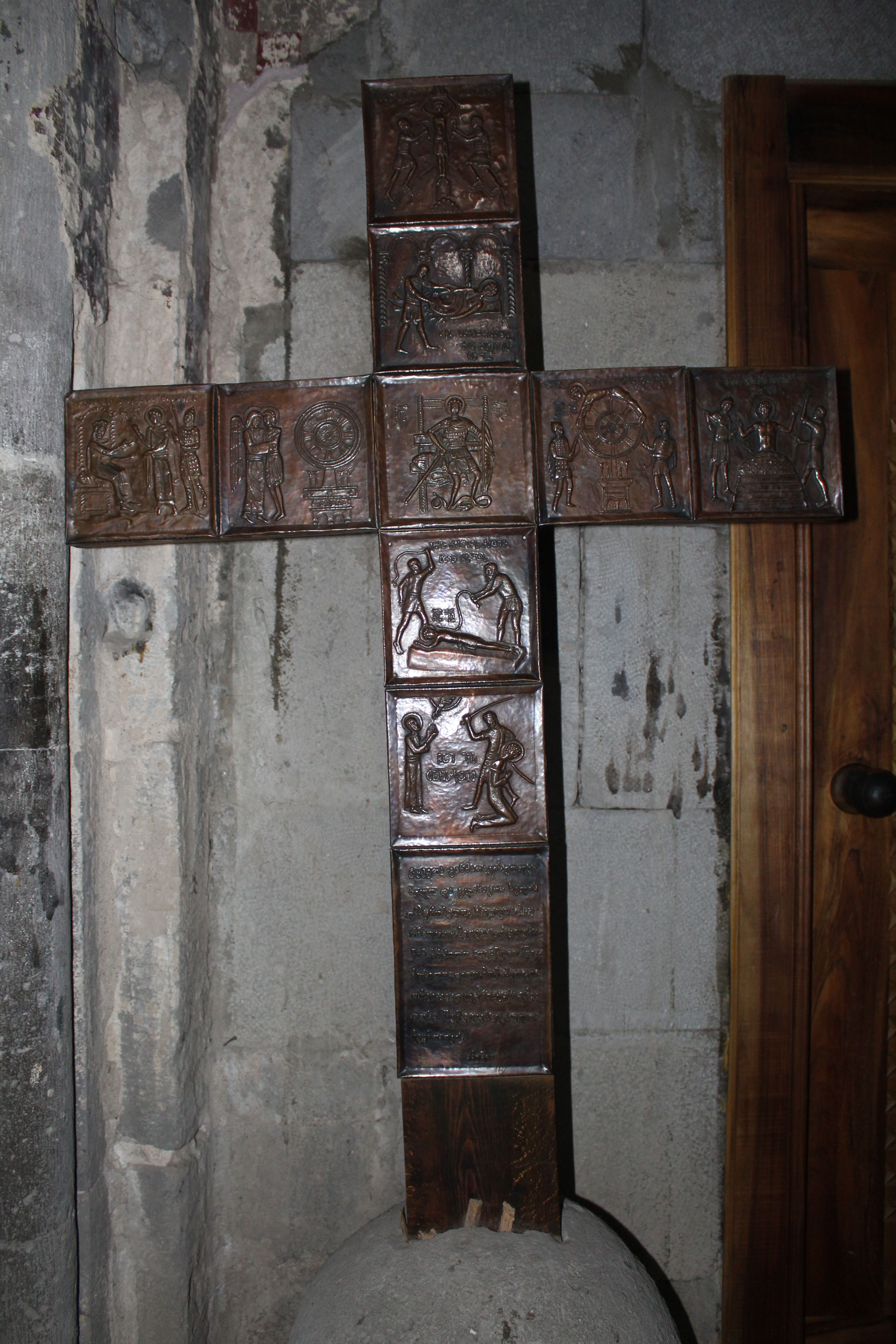